# اجتیک
اجتیک (انگلیسی: Agetec) شرکت بازی ویدئویی آمریکایی است، که در سال ۱۹۹۸ تأسیس شد.